# Charles Abel (député)
Pour les articles homonymes, voir Charles Abel et Abel (homonymie).
Charles Abel (2 décembre 1824 Thionville-2 mai 1895 Guentrange) est un avocat, historien et homme politique. Il fut député protestataire lorrain au Reichstag.

## Biographie
Charles Nicolas Abel naît à Thionville en Moselle le 2 décembre 1824. Il est le fils de Michel-Charles Abel (1795-1822), négociant et adjoint au maire de Thionville, et de Barbe-Appoline Bodart. Après des études secondaires brillantes au lycée de Metz, Charles Abel suit des études de droit à la Sorbonne à Paris. Dans les années 1850, Charles Abel s’installe, comme avocat, à Metz, où il ne reste que quatre ans avant de quitter son poste pour gérer le domaine paternel à Guentrange.
À la fois écrivain et historien, il publie de nombreux articles sur l’histoire et les institutions communales de Metz, participant activement aux mémoires de l’académie de Metz et aux bulletins de la société d’histoire et d’archéologie de Lorraine, dans laquelle il entre en 1855. Compte tenu de la qualité de ses travaux, il est élu président de l’académie nationale de Metz et président de la Société d'archéologie et d'histoire de la Moselle, de 1873 à 1895. C'est un des membres fondateurs de la Société en 1858. Charles Abel est élu conseiller municipal de Metz en 1870. En 1873, après l’annexion de la Moselle par l’Allemagne, Charles Abel est élu au conseil du district de Lorraine.
Par défi politique, Charles Abel se fait élire en 1874, comme député protestataire, au Reichstag (Wahlkreis Elsaß-Lothringen 13 Boulay-Thionville). Il sera réélu, sur la même circonscription, en 1877. Charles Abel décédera le 2 mai 1895 à Guentrange.

## Famille
Il épouse Victoire-Léonie Bompard (1829-1871) le 15 septembre 1851 à Metz avec qui il a :
1. Marie Caroline Pauline (1857-1913) ;
2. Victor (1861-1862) ;
3. Frédéric Urbain (1869-1913), officier d’infanterie[2].

## Postérité
Une rue de Metz porte son nom.

## Œuvre
Charles Abel rédige plus de deux cents articles pour la Société d'histoire et d'architecture de la Moselle, et livre également de nombreux articles à la presse, ou encore dans Metz littéraire ou L'Austrasie.
Il publie en 1887 son œuvre principale : le Dictionnaire biographique de l'ancien département de la Moselle.

### Publications[6]
- La Moselle I, Les armes de la ville de Metz. Des ordres militaires et religieux à Metz,  IV, Église Saint-Eucaire à Metz, Metz, 1852-1854.
- Un mystère à Metz, Metz, 1855.
- La vierge de Graeffinthal, Souvenirs des bords de la Sarre, Metz, 1856.
- Promenade archéologique sur le chemin de fer de Thionville, Metz, Rousseau-Pallez, 1856.
- Du passé, du présent, de l’avenir de la législation militaire et France, Paris, [s.n.], 1857.
- L’immaculée Conception à Metz, Metz, Rousseau-Pallez, 1857.
- Les institutions communales dans le département de la Moselle II, Recherches historiques sur les plus anciennes chartes de Metz, Charte du Maître-échevinat-Charte de Commune de Metz-Institution de Paix, Metz, F. Blanc, impr., 1860.
- Notice sur Rémilly, 1860.
- Rodemack, Metz, impr. de Rousseau-Pallez, 1861.
- Étude sur la vigne dans le département de la Moselle, Metz, impr. de F. Blanc, 1862.
- Un chapitre inédit de l’histoire de la comtesse Mathilde, Metz, Rousseau-Pallez, 1862, pp.
- Description de deux vêtements Historiés du VIIIe et du XIe siècle, de l’ancien trésor de l’abbaye Saint-Arnould, Paris, Impr. impériale, 1866.
- Le Dit des trois morts et des trois vifs dans le département de la Moselle, Metz, impr. de Rousseau-Pallez, 1866.
- Séjour de Charles IX à Metz, 25 février-14 avril 1569, Paris, 1866.
- Recherches historiques sur les premiers essais de navigation à la vapeur dans l’Est de la France, Paris, Impr. impériale, 1866?.
- Du monnayage des Gaulois à propos de deux trouvailles faites dans le département de la Moselle, Metz, 1866?.
- Étude sur le pallium et le titre d’archevêque jadis portés par les évêques de Metz, Metz, Rousseau-Pallez, 1867.
- Louis IX et le Luxembourg, Paris, Imprimerie Nationale, 1869.
- Rabelais, médecin stipendié de la cité de Metz, Metz, F. Blanc, 1870.
- Les vignobles de la Moselle et les nuages artificiels, Nancy, 1873?.
- Recherches sur les points obscurs de l’histoire de Metz, les trois mairies, les paraiges, Metz, Ballet, 1875.
- Spécimens de l’orfèvrerie mosellane au dixième siècle, Nancy, impr. de E. Réau, 1875.
- De l’adjonction des échevins aux tribunaux en Lorraine, Thionville, Charier Tipogr.-Litho, 1876.
- Origines de la commune de Briey et de sa charte d'affranchissement, Metz, impr. de Verronnais, 1876.
- Notice historique sur l’église et le château de Colombey, Nancy, impr. de E. Réau, 1876.
- Notice lue devant l’Académie de Metz sur Henri Maguin, Nancy, impr. de E. Réau, 1877.
- Une excursion historique en chemin de fer de Thionville à Sierck, Metz, C.-A. Carrère., 1878.
- Les impôts d’empire : simples réflexions communiquées à ses électeurs par le député des Arrondissements de Thionville et Boulay, Metz, [C.A. Carrère.], 1878.
- Délégation provinciale d’Alsace-Lorraine :, discussions d'un projet de loi sur l’exercice du droit de chasse et d’un projet de loi concernant les droits de licence sur les débits de boissons alcooliques, Strasbourg, 1880.
- Une explication historique des antiquités trouvées à Merten, Metz, 1882.
- Études archéologiques sur la cathédrale Saint-Étienne de Metz, Metz, Dehalt, 1885.
- Notice sur M. le Président Orbain… lue en séance de l'Académie le 30 avril 1885, Metz, Delhalt, 1885?.
- Notice biographique sur Ernest de Bouteiller, membre de l’Académie de Metz, Metz, Delhaut, 1886.
- Le testament inédit de Gabriel, doyen de l’ancien barreau messin, Metz, S.n, 1886.
- Me Dommanget, le dernier bâtonnier des avocats messins, notice lue devant l'Académie de Metz le 28 février 1884, Metz, Delhalt, 1887.
- La paroisse de Longuyon et son église collégiale Sainte-Agathe, Briey, impr. E. Branchard, 1888.
- Réapparition d’un village disparu devant Metz, Metz, Delhalt, 1889.
- Grandeur et décadence d’un hospice rural au pays messin, Metz, 1889.
- L’Erynose devant l’Académie de Metz, Metz, 1892.
- Notice nécrologique sur M. Auguste Salmon, ancien magistrat, Metz, s.n, 1895.